# کارینا هاروتیونیان
کارینا آلبرتی هاروتیونیان (ارمنی: Կարինա Ալբերտի Հարությունյան؛  ۴ دسامبر ۱۹۷۰) یک بازیگر و کارشناس علوم پرورشی اهل ارمنستان است. وی از سال میلادی تاکنون مشغول فعالیت بوده‌است.

## زندگی‌نامه
وی در ۴ دسامبر ۱۹۷۰ به دنیا آمد و از کنسرواتوار دولتی تاشکند (۱۹۸۹) فارغ‌التحصیل شد. وی در تئاتر ایلخوم؟، دانشگاه کا فوسکاری ونیز آکادمیا دی فیلودراماچی؟ و آکادمیا تئاترل ونه‌تا؟ فعالیت کرده است.